# IASL
IASL, International Association of School Librarianship, är ett internationellt forum för skolbibliotekssamarbete och för att främja skolbibliotek världen över.
Uppdraget för organisationen är att tillhandahålla ett internationellt forum för de människor som vill främja effektiva skolbibliotek och medieprogram som livskraftiga instrument i den pedagogiska processen. IASL ger också vägledning och rådgivning för utveckling av program för skolbibliotek och skolbiblioteksyrket. IASL samarbetar med andra branschorganisationer och myndigheter.
Medlemskapet är globalt och omfattar skolans bibliotekarier, lärare, bibliotekarier, konsulter, pedagogiska administratörer och andra som är ansvariga för biblioteks- och informationstjänster i skolor. Medlemskapet innefattar även professorer och instruktörer inom universitet och högskolor där det finns program för skolans bibliotekarier och studenter som genomför sådana program. 
IASL arrangerar en stor årlig och internationell skolbibliotekskonferens i olika delar av världen. 